# Свободный агент
Свободный агент (в профессиональном спорте) — статус командного игрока, чей контракт с командой истёк, и который имеет право заключить контракт с другой командой. При этом различают обычно неограниченно свободных агентов, не связанных ограничениями при поиске нового клуба и заключении нового контракта, и ограниченно свободных агентов, права на которых частично принадлежат предыдущему клубу и должны быть учтены в соответствии с регламентом лиги (денежная компенсация от нового клуба игрока; право оставить игрока, повторив предложение другого клуба и т. д.). Наряду с этими статусами регламент может предусматривать и другие статусы (юниор, игрок на контракте и т. д.). Лига контролирует статусы всех игроков и по установленным правилам сообщает их клубам и средствам массовой информации.
Система статусов призвана найти компромисс между интересами игроков (право на свободный выбор команды и условий контракта) и клубов (право заключить контракт и удерживать в команде игроков на своих условиях), избежать повышенной «текучки» игроков между клубами и, как следствие, немотивированного общего роста зарплат, повысить уровень зрительского интереса.
Первоначально система статусов получила широкое распространение в профессиональных лигах Северной Америки, после чего с теми или иными изменениями была взята на вооружение многими профессиональными лигами мира. В России данная система применяется в Континентальной хоккейной лиге (КХЛ).

## Свободный агент вКХЛ
Статусы игроков в КХЛ, их права и обязанности, обязанности клубов и Лиги по отношению к хоккеистам разных статусов определяются в главе 9 регламента КХЛ. Предусмотрены следующие статусы: «Свободный агент», подразделяющийся в свою очередь на «Неограниченно свободный агент» и «Ограниченно свободный агент», а также «Юниор».
Хоккеист, чей контракт заканчивается по истечении сезона (то есть с 12 апреля или ранее, в зависимости от результатов выступления клуба в регулярном чемпионате или плей-офф), получает с 1 мая статус свободного агента. Центральное информационное бюро (ЦИБ) Лиги публикует список свободных агентов 1 мая.

### Неограниченно свободный агент
Хоккеист с истекающим контрактом приобретает статус «Неограниченно свободный агент» в следующих случаях:
- если ему не исполнилось 28 лет, и он не получил до 1 мая квалификационного предложения от своего прежнего клуба;
- если он достиг возраста 28 лет.

Таким образом в соответствии с принципами КХЛ, основанными на опыте НХЛ, свободно распоряжаться своей судьбой в плане выбора нового клуба получают игроки, не нужные своему предыдущему клубу, либо заслуженные перед Лигой 28-летние «ветераны».

### Ограниченно свободный агент
Статус «Ограниченно свободный агент» приобретает хоккеист в возрасте до 28 лет, вне зависимости от срока окончания контракта, получивший до 1 мая квалификационное предложение. Ограниченно свободный агент вправе рассматривать предложения других клубов и официально принять одно из них. В этом случае прежний клуб хоккеиста может в течение семи дней повторить это предложение, тогда игрок обязан остаться в прежнем клубе, заключив новый контракт. Либо, если прежний клуб в течение недели не повторит предложение, игрок заключает контракт с новым клубом, а прежний клуб получает от нового клуба игрока компенсацию, равную половине средней годовой суммы нового контракта.
Если ограниченно свободный агент не получит предложения других клубов (или не примет их официально), он обязан заключить с прежним клубом новый контракт на условиях квалификационного предложения. Заметим, что игрок может и задолго до окончания срока текущего контракта получить квалификационное предложение, ухудшающее его условия. И, если он не сможет получить предложения других клубов, он обязан будет остаться в прежнем клубе на худших условиях.
Таким образом, в соответствии с принципами КХЛ молодые (до 28 лет) игроки не вправе свободно покидать клуб по истечении контракта, но могут рассчитывать на улучшение условий, если смогут получить соответствующее предложение хотя бы от одного другого клуба Лиги.